# Janice Dickinson
Janice Doreen Dickinson (New York, 15 febbraio 1955) è un'ex modella, scrittrice e personaggio televisivo statunitense.

## Carriera
Nata a Brooklyn, ma cresciuta ad Hollywood, Janice Dickison abbandona giovanissima il tetto familiare per via dei problemi di violenza e droga dei suoi genitori. Nei primi anni settanta, la Dickinson si trasferisce a New York ed inizia a lavorare come modella all'età di 17 anni.
Il 28 novembre 1977 appare per la prima volta sulla copertina dell'edizione francese di Elle, e da lì a poco seguiranno altre importanti apparizioni su riviste quali Vogue (cinque volte sull'edizione francese, una su quella italiana, due su quella britannica e due su quella statunitense), Cosmopolitan, Harper's Bazaar. e Playboy, sfilando anche sulle passerelle di Calvin Klein, Gianni Versace e Giorgio Armani. La modella nel corso degli anni è stata anche testimonial per marchi importanti come Clairol, Max Factor, Orbit Gum, Revlon, Valentino e Versace.
Autoproclamatasi prima supermodella della storia della moda durante un'intervista a E! Entertainment Television, la Dickinson raccontò che una volta il suo manager le rimproverò il fatto di lavorare troppo, dicendole che lei non era Superman. La modella in quell'occasione rispose di non essere Superman, ma una supermodel. Tuttavia la rivendicazione del ruolo di prima supermodel della storia è stata smentita dal fatto che il termine fu precedentemente attribuito a Dorian Leigh, la cui carriera di supermodel era terminata prima ancora che la Dickison nascesse. Anche Gia Carangi e Lisa Fonssagrives sono spesso citate come le prime supermodel del ventesimo secolo.
Oltre alla carriera da modella, Janice Dickinson è spesso apparsa in televisione. Nel 2003 ha fatto parte della giuria del reality show America's Next Top Model, in seguito al quale ha fondato la propria agenzia di moda The Janice Dickinson Modeling Agency. Sempre nel 2005, ha fatto parte del cast regolare della quinta stagione dello show televisivo The Surreal Life e nel 2007 ha condotto insieme alla collega Abigail Clancey il reality show Abbey & Janice: Beauty & The Best, trasmesso dal canale Oxygen. Nel novembre dello stesso anno, ha preso parte al reality britannico I'm a Celebrity... Get Me Out of Here!, dove si è classificata al secondo posto. Ha inoltre recitato nel primo episodio dell ottava stagione della serie Streghe nel 2005 interpretando se stessa in una delle trasformazioni di Paige.
Nel 2002 ha pubblicato la sua prima autobiografia No Lifeguard on Duty: The Accidental Life of The World's First Supermodel, al quale è seguito nel 2004 Everything About Me Is Fake... And I'm Perfect!, nel quale si dichiara contraria a qualsiasi intervento di chirurgia estetica. L'autrice inoltre denuncia il mondo della moda, e come per le modelle sia facile incappare in droga, alcolismo e disturbi alimentari. L'ultimo libro pubblicato da Janice Dickinson è Check Please! Dating, Mating and Extricating, in cui l'autrice racconta gli amori della sua vita.

## Vita privata
È stata sposata tre volte. Dal 1987 al 1992 è stata sposata con Simon Fields, dal quale ha avuto un figlio, Nathan, nato nel 1987. Nel 1994 ha avuto una figlia, Savannah, nata dalla relazione con il produttore Michael Birnbaum.
Nelle sue autobiografie ed in varie interviste, la Dickinson ha ammesso di aver avuto numerosi amanti di ambo i sessi nel corso degli anni. Fra i suoi svariati flirt, si ricordano Warren Beatty, Sylvester Stallone, Jack Nicholson, Liam Neeson, Mick Jagger, Dolph Lundgren, Grace Jones, Kelly LeBrock e Bruce Willis.
Nel novembre del 2014, durante un'intervista, ha accusato l'attore Bill Cosby di averla violentata a Bali nel 1982.

## Agenzie
- Elite Model Management - New York
- Model Management - Amburgo